# خوان كارلوس كاستيو
خوان كارلوس كاستيو (بالإنجليزية: Juan Carlos Castillo)‏ مواليد 19 أغسطس 1964 في مانيزاليس - الوفاة 25 نوفمبر 1993 في كولومبيا، كان دراج كولومبي.

## روابط خارجية
- خوان كارلوس كاستيو على موقع أرشيف الدراجات (الإنجليزية)
- خوان كارلوس كاستيو على موقع إحصائيات الدراجات الإحترافية (الإنجليزية)